# Game Party
Game Party est un jeu vidéo de sport développé et édité par Midway Games, sorti en 2007 sur Wii. Le jeu est inspiré de Wii Play et Wii Sports.

## Accueil
- Jeuxvideo.com : 5/20[1]